# Bilohrîve, Kroleveț
Bilohrîve (în ucraineană Білогриве) este localitatea de reședință a comunei Bilohrîve din raionul Kroleveț, regiunea Sumî, Ucraina.

## Demografie
Componența lingvistică a localității Bilohrîve
     Ucraineană (99,58%)
     Alte limbi (0,42%)
Conform recensământului din 2001, majoritatea populației localității Bilohrîve era vorbitoare de ucraineană (99,58%), existând în minoritate și vorbitori de alte limbi.